# Tetsurō Tamba
Tetsurō Tamba (丹波哲郎 Tanba Tetsurō?, n. 17 iulie 1922, Ōkubo⁠(d), prefectura Tokyo⁠(d), Japonia – d. 24 septembrie 2006, Mitaka, Japonia) a fost un actor și actor de voce japonez.

## Biografie
Tetsurō Tamba a debutat ca actor în 1952 în filmul Assassin présumé, realizat de Hideo Suzuki pentru compania Shintoho, și a ajuns popular pentru rolurile interpretate în două filme regizate de Masaki Kobayashi: Harakiri și Kwaidan. El a devenit cunoscut publicului din Occident în anul 1967, când a interpretat rolul șefului serviciilor secrete japoneze, Tiger Tanaka, în filmul You Only Live Twice din seria cu James Bond (vocea sa a fost dublată de Robert Rietti). A interpretat apoi rolul samuraiului în filmul western Cinq hommes armés (1970), a cărui acțiune are loc în Mexic, în timpul dictaturii generalului Huerta: el portretizează un samurai exilat în Vestul Sălbatic American și atât de tăcut încât nu rostește niciun cuvânt pe toată durata filmului, ceea ce nu-l împiedică să se îndrăgostească de o tânără și frumoasă mexicană.
În 1984 Tetsurō Tamba a interpretat rolul amiralului Isoroku Yamamoto în filmul Zéro (Zerosen moyu) al lui Toshio Masuda, care prezintă Războiul din Pacific din perspectiva japoneză, de la pregătirea sa de către niponi, la recrutarea și pregătirea tinerilor japonezi până la înfrângerea Armatei Japoneze. El a jucat, de asemenea, rolul principal în serialele polițiste Key Hunter și G-Men '75, rolul din acest al doilea film fiind unul dintre cele mai cunoscute roluri ale sale în Japonia. A apărut apoi în filmul Twilight Samurai și în două filme regizate de Takashi Miike, The Happiness of the Katakuris și Gozu, și a dublat vocea regelui pisicilor în versiunea japoneză originală a filmului anime The Cat Returns, realizat de Studio Ghibli.
Tetsurō Tanba a jucat în peste 300 de filme și seriale între 1952 și 2006. Fiul său, Yoshitaka Tanba, este, de asemenea, actor.
În februarie 2005 a fost internat în spital pentru a fi tratat de febră și de apendicită. A slăbit mult și sănătatea sa s-a înrăutățit. În 24 septembrie 2006 a murit de pneumonie la Tokyo, la vârsta de 84 de ani.

## Filmografie selectivă

### Filme de cinema
- 1952: Assassin présumé (殺人容疑者 Satsujin yōgisha?),[4] regizat de Hideo Suzuki
- 1953: Le Cuirassé Yamato (戦艦大和 Senkan Yamato?), regizat de Yutaka Abe
- 1954: Le Japon n'est pas détruit (日本敗れず Nihon yaburezu?), regizat de Yutaka Abe
- 1955: Le Bar du crépuscule (たそがれ酒場 Tasogare sakaba?), regizat de Tomu Uchida - Morimoto
- 1955: La Tête du serviteur (下郎の首 Gero no kubi?), regizat de Daisuke Itō
- 1961: Le Pont vers le soleil (Bridge to the Sun), regizat de Étienne Périer - Jiro
- 1961: Cochons et Cuirassés (豚と軍艦 Buta to gunkan?), regizat de Shōhei Imamura - Tetsuji
- 1961: Récits du château d'Osaka (大阪城物語 Ōsaka-jō monogatari?), regizat de Hiroshi Inagaki - Sadamasa Ishikawa[12]
- 1962: Harakiri (切腹 Seppuku?), regizat de Masaki Kobayashi - Hikokuro Omodaka
- 1964: Jakoman et Tetsu (ジャコ万と鉄 Jakoman to Tetsu?), regizat de Kinji Fukasaku - Jakoman[13]
- 1964: Le Mouchoir rouge (赤いハンカチ Akai hankachi?), regizat de Toshio Masuda
- 1964: Assassinat (暗殺 Ansatsu?), regizat de Masahiro Shinoda - Hachirō Kiyokawa
- 1964: Trois Samouraïs Hors-la-loi (三匹の侍 Sanbiki No Samurai?), regizat de Hideo Gosha - Sakon Shiba
- 1964: La Septième Aube (The 7th Dawn), regizat de Lewis Gilbert - Ng
- 1964: Kwaidan (怪談 Kaidan?), regizat de Masaki Kobayashi - războinicul (segmentul Hoïchi sans oreilles)
- 1965: Abashiri Prison (網走番外地 Abashiri bangaichi?), regizat de Teruo Ishii
- 1965: La Guerre des espions (異聞猿飛佐助 Ibun Sarutobi Sasuke?), regizat de Masahiro Shinoda - Sakon Takatanisaku - Ogasawara Gensinsai
- 1967: You Only Live Twice, regizat de Lewis Gilbert - Tiger Tanaka, șeful serviciilor secrete japoneze[5]
- 1973: Scufundarea Japoniei (Nihon chinbotsu), regizat de Shirô Moritani
- 1974: Castelul de nisip (砂の器 Suna no utsuwa?), regizat de Yoshitaro Nomura
- 1978: Le Samouraï et le Shogun (柳生一族の陰謀 Yagyū ichizoku no inbō?), regizat de Kinji Fukasaku[14]
- 1978: Last of the Ako Clan (赤穂城断絶 Akō-jō danzetsu?), regizat de Kinji Fukasaku - Yanagisawa
- 1979: Chasseurs des ténèbres (闇の狩人 Yami no karyudo?), regizat de Hideo Gosha - Okitsugu Tanuma
- 1979: Nichiren (日蓮?), regizat de Noboru Nakamura - Toki Jonin
- 1980: 203 kōchi (二百三高地?), regizat de Toshio Masuda - generalul Kodama
- 1982: Dans l'ombre du loup (鬼龍院花子の生涯 Kiryūin Hanako no shōgai?), regizat de Hideo Gosha - Uichi Suda, nașul mare
- 1983: Nihonkai daikaisen: Umi yukaba (日本海大海戦 海ゆかば?), regizat de Toshio Masuda[15]
- 1984: Zerosen moyu (零戦燃ゆ?), regizat de Toshio Masuda
- 1999: Hell (地獄 Jigoku?), regizat de Teruo Ishii - Asu Shino
- 2000: 15-Sai : Gakko IV (十五才 学校ＩＶ?), regizat de Yōji Yamada - Tetsuo Hata
- 2001: La Mélodie du malheur (カタクリ家の幸福 Katakuri-ke no kōfuku?), regizat de Takashi Miike - Jinpei Katakuri
- 2002: 11'09"01 - September 11 (segmentul „Japon”) (nemenționat)
- 2002: Le Samouraï du crépuscule (たそがれ清兵衛 Tasogare Seibei?), regizat de Yōji Yamada - Tozaemon Iguchi
- 2002: Deadly Outlaw: Rekka (実録・安藤昇侠道伝 烈火 Jitsuroku Andō Noboru kyōdō-den: Rekka?), regizat de Takashi Miike - Sanada
- 2002: Graveyard of Honor (新・仁義の墓場 Shin Jingi no Hakaba?), regizat de Takashi Miike - Tetsuji Tokura
- 2003: Gozu (極道恐怖大劇場 牛頭 GOZU Gokudō kyōfu dai-gekijō: Gozu?), regizat de Takashi Miike
- 2003: Yakuza Demon (鬼哭 Kikoku?), regizat de Takashi Miike
- 2005: Demon Pond (夜叉ヶ池 Yasha ga ikede?), regizat de Takashi Miike
- 2006: Scufundarea Japoniei (日本沈没 Nihon chinbotsu?), regizat de Shinji Higuchi

### Filme de televiziune
- 1975-1982: G-Men '75 (serial TV)

## Dublaj de voce
- 2002: Le Royaume des chats (猫の恩返し Neko no ongaeshi?) - regele pisicilor

## Distincții
Fără o indicație contrară sau complementară, informațiile menționate provin din baza de date IMDb.

### Premii
- 1974: Premiul Mainichi pentru cel mai bun actor pentru interpretarea sa din filmul Ningen kakumei (1973)[16]
- 1981: Premiul Academiei Japoneze de Film pentru cel mai bun rol secundar pentru interpretarea sa din filmul 203 kōchi (1980)[17]
- 1981: Premiul Panglica Albastră pentru cel mai bun rol secundar pentru interpretarea sa din filmul 203 kōchi (1980)[18]
- 2000: Premiul Nikkan Sports Film pentru cel mai bun rol secundar pentru interpretarea sa din filmul 15-Sai : Gakko IV
- 2007: Premiul onorific al Academiei Japoneze de Film pentru întreaga carieră

### Nominalizări
- 2001: Premiul Academiei Japoneze de Film pentru cel mai bun rol secundar pentru interpretarea sa din filmul 15-Sai : Gakko IV

## Legături externe
- Tetsuro Tamba la Internet Movie Database
- Tetsurō Tamba pe Japanese Movie Database
- BBC article, accesat pe 10 decembrie 2006.
- „地獄: キャスト (Hell: Cast-- < Asu Shino > Tetsuro Tamba)”. Jigoku Homepage. 1999. Arhivat din original la 19 august 2000. Accesat în 7 februarie 2008.
- Tetsuro Tamba on NHK